# Rusicade
Rusicade (łac. Diocesis Rusicadensis) – stolica historycznej diecezji w Cesarstwie rzymskim w prowincji Numidia zlikwidowana w VII w. podczas ekspansji islamskiej. Współcześnie miasto Sukajkida w północnej Algierii. Obecnie katolickie biskupstwo tytularne.

## Biskupi tytularni
| Lp. | Biskup                    | Funkcja                                      | Od                | Do                  |
| --- | ------------------------- | -------------------------------------------- | ----------------- | ------------------- |
| 1   | Augustin Prosper Hacquard | wikariusz apostolski Sahary i Sudanu         | 19 stycznia 1898  | 4 kwietnia 1901     |
| 2   | Auguste-Léopold Huys      | wikariusz apostolski koadiutor Górnego Kongo | 24 marca 1909     | 8 października 1938 |
| 3   | William Rice              | wikariusz apostolski Belize                  | 19 listopada 1938 | 4 marca 1946        |
| 4   | Edoardo Mason             | wikariusz apostolski Al-Ubajjid (Sudan)      | 8 maja 1947       | 15 marca 1989       |
| 5   | Dominic Carmon            | biskup pomocniczy Nowego Orleanu (USA)       | 16 grudnia 1992   | 11 listopada 2018   |
| 6   | Alejandro Aclan           | biskup pomocniczy Los Angeles (USA)          | 5 marca 2019      |                     |